# 民讲
民讲是壮语的一种，属中部台语支，通行于中国云南省富宁县田蓬镇的部分村落，使用人数大约只有2600人。

## 名词
民讲贵训-安哈方言使用者称自己的语言为kaŋ˨min˨˦或min˨˦sɔŋ˥˧。另一个民讲方言被称为pu˨min˨˦或kən˧min˨˦。

## 系属分类
民讲曾经长期被归为桂边壮语的一种方言，归在北部台语支之下。1998年Kullavanijaya和L-Thongkum提出民讲是独立语言的观点。直到2011年才被SIL国际认定为一种独立语言。
据Johnson (2011b)，民讲和中部台语支砚广壮语共享许多特征。不过它和使用更广的砚广壮语、邱北壮语和文麻壮语不能互通。

## 地理分布
民讲由11个村的约2600人使用。除上麻布村外，所有下列村都是民讲单语村。
- 贵训-安哈
- 三颗数[3]
- 雄估[4]
- 上麻布[5]-与砚广壮语使用者混居
- 田房[6]
- 戈桃[7]
- 戈造[8]
- 戈才[9]
- 叭干[10]
- 那恩[11]
- 龙弄[12]

Johnson (2011b)报告民讲可能在广西西南部也有分布。